# RKT
El RKT es un estilo musical de origen argentino creado a principios de los años 2000 en distintos barrios del área metropolitana de Buenos Aires y popularizado en principio por el cantante L-Gante a principios de la década del 2020.

## Historia

### 2000-2015: Creación y reconocimiento
Los creadores del RKT fueron un grupo de DJs del boliche Rescate Bailable, ubicado en la ciudad de San Martín, localidad del Partido de General San Martín, en el área metropolitana de Buenos Aires, Argentina. A mediados de los años 2000, en ese entonces la música remix en Argentina sólo se limitaba a la música electrónica/marcha con el advenimiento del reguetón.
Rescate Bailable fue el primer boliche en localizar artistas internacionales como Arcángel, Kendo Kaponi, J Álvarez, Rey Pirin, entre otros más. Esto provocó gran influencia en el público local y los DJs mencionados, quienes, con una base cultural musical de cumbia, empezaron a experimentar la fusión entre ésta y el reguetón, sampleando todo tipo de canciones y produciendo sus propios remixes, que solamente podían escucharse en vivo en el Rescate Bailable. Durante esa etapa los remix se llamaron "Danzas", donde predominaban el instrumental de cumbia y sus sampleos junto con versos de temas de reguetón. Entre ellas se encuentra la emblemática "Danza Mara 2009" de DJ Pirata. Luego, durante el período desde el 2010 hasta la clausura de Rescate Bailable en el año 2012, predominó el RKT y la gente empezó a tener acceso a poder descargar estos remix, donde como prefijo siempre estaban las siglas RKT, y de allí adquiere popularmente el nombre.
La popularidad del género disminuyó luego de Rescate Bailable y el público quedó sin un lugar fijo donde escuchar estos remix en vivo. Es así que en el año 2017 una nueva camada de DJs empezó a recoger el legado de los DJs iniciales y modernizaron los remix, pero siempre con bases esenciales. A medida que esto volvía a resurgir, artistas como L-Gante y Papu DJ decidieron tomar este tipo de instrumentales basados en RKT y montar sus propios versos con una clara impronta de los barrios de clase media-baja de Argentina, además del uso de jerga, pronunciación y algunas referencias al reguetón "old school", dándole la masividad qué hoy presenta el género.

### 2021-presente: L-Gante y otros artistas
En 2020, el cantante L-Gante estrena la canción «L-Gante Rkt», la cual se convirtió en un éxito internacional. Este artista se convertiría en un pionero y el más importante del género. Luego estrenaría en 2021 la canción «L-Gante: Bzrp Music Sessions, Vol. 38» junto al productor Bizarrap, que incluso sería elegida como una de las 50 mejores del 2021 por la revista Pitchfork.
Durante esta época, aparecerían muchos artistas nuevos, entre ellos Perro Primo, Kaleb Di Masi, El Noba, Callejero Fino, Tirri La Roca, entre otros; y también algunos productores como DT.Bilardo, Alan Gómez y DJ Tao, entre otros. A su vez, muchos artistas y productores ya conocidos harían su incursión en el género, cómo Papichamp, Duki, Lit Killah, Cazzu, Omar Varela, El Negro Tecla y Ecko.

## Estilo
El género contiene influencias de la llamada cumbia villera, considerándose así un subgénero de la misma; igualmente, es usualmente interpretado con voces de estilo reguetón.